# آهام
آهام (Aham)، مفهومی از Kashmir Shaivism، به معنی قلب عالی (hṛdayam) , خود متعالی، آگاهی برتر من یا آگاهی بی‌نهایت تعریف می‌شود. فضای اهام جایی است که khecarī mudrā (حرکت آزاد در فضای قلب) تحقق می‌یابد. khecarī mudrā عالی‌ترین حالت تکامل معنوی در نظر گرفته می‌شود.

## بستر خلقت
اولین آگاهی در خلقت ادراک و تعقل قلب در بی‌نهایت است - ماتریسی از انرژی‌ها که بستر دنیای جدید خواهد بود. این مکان Aham نامیده می‌شود که در سانسکریت به معنای «من» است؛ بنابراین، اول مطلق، شخص الهی، اهام را می‌آفریند و از این شخص الهی، خود تجلی ظاهر می‌شود.
آهام، ماهیت اساسی و بستر همه موجودات و ظرف جهان است.

## مانترا نهایی
تعریف دیگر اهام، مانتر اولیه، مانتر متعالی، مانتر قلب، نیرو و قدرت آگاهی است. تحقق اهام بر هر مانترا قدرت می‌بخشد.

## فرم متحد شیوا و شاکتی
راه دیگری برای توصیف اهام، اتحاد شیوا و Shakti است، جنبه عاطفی (ویسارگا) تعالی (آنوتارا).